# Védutisme

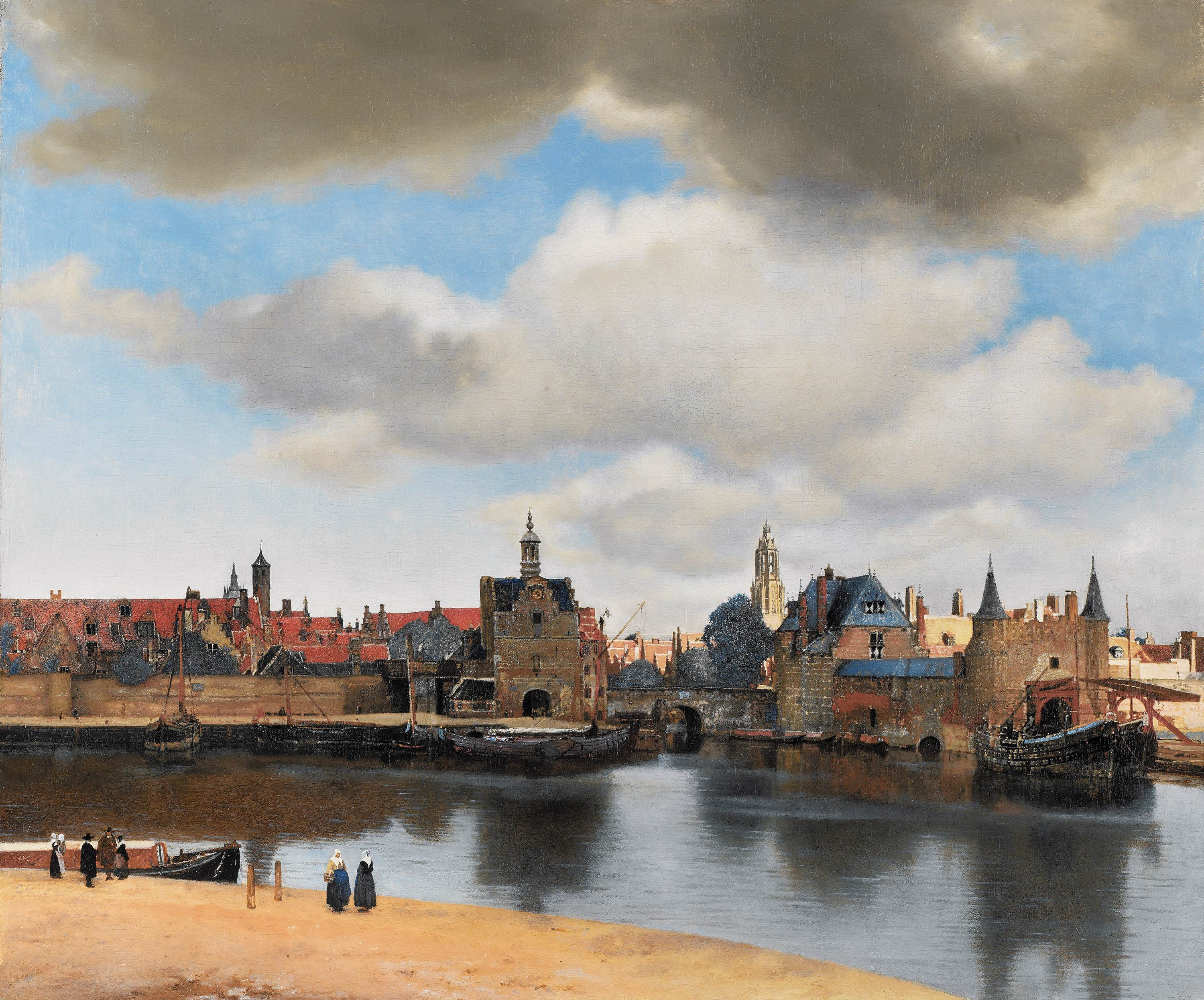
Vue de Delft de Vermeer, 1660

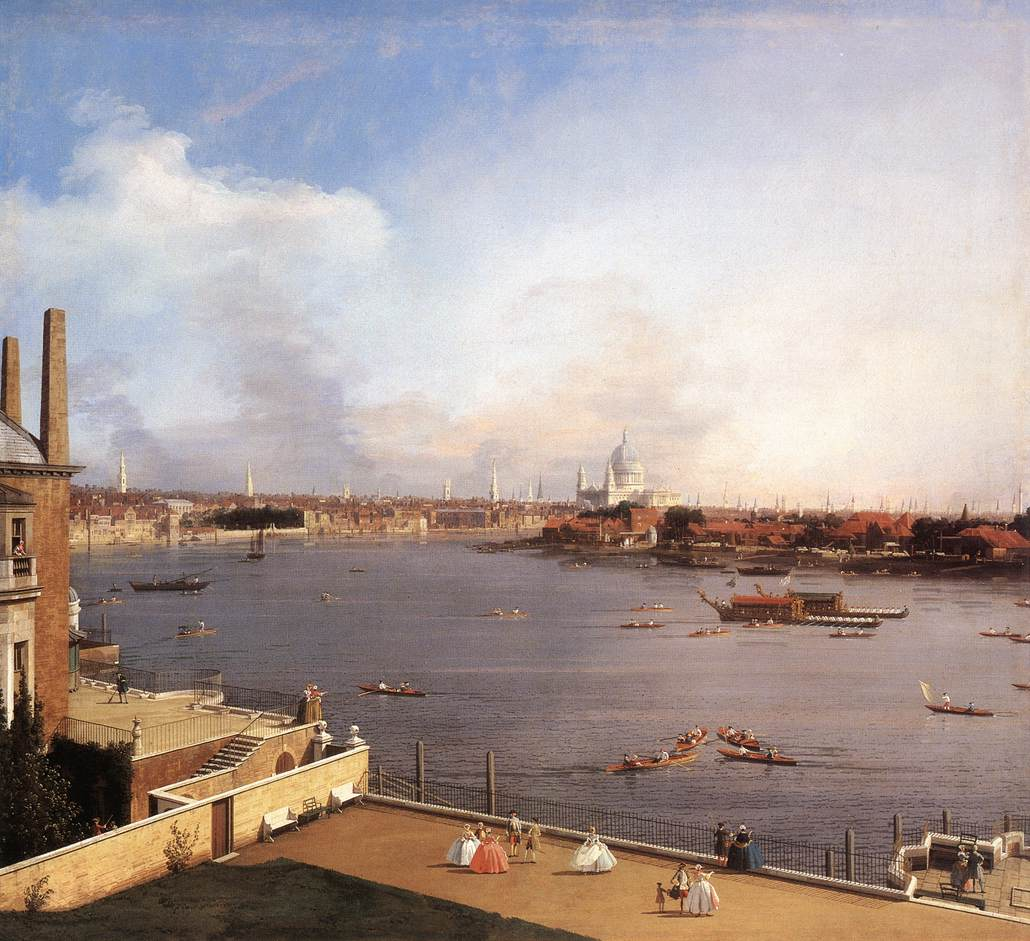
La Tamise vue de la terrasse de Somerset House : une veduta classique de Canaletto, 1747

Le védutisme (de l'italien vedutismo, de veduta, qui signifie « vue ») est un genre pictural basé sur la représentation perspective de paysages urbains.
Il prospère aux Pays-Bas et en Italie et principalement à Venise au XVIIIe siècle.
En français, on parle aussi de vue topographique, définie comme une représentation fidèle d'un paysage (pas nécessairement urbain) réalisé d'après nature.

## L'origine du termeveduta
La veduta (vedute au pluriel), en français « vue » (« vues » au pluriel) signifie ici « ce qui se voit », donc « comment on le voit »). Elle s'apparente à la scénographie (puisque l'artiste met en scène une vue extérieure) et présente des problèmes de recherche spatiale. Les deux genres se développent simultanément et s'influencent réciproquement. La pratique de la perspective est très utilisée dans les vedute, ce mot est aussi un terme d'optique qui désigne autrefois la « perspective naturelle », il est relié au langage de la perspective artificielle ou géométrique, la « prospettiva pingendi » entre autres : qui varient selon le « point de vue ».
Ce terme apparaît dans l’histoire de l’art au XVIIIe siècle chez des peintres italiens. Canaletto, Bernardo Bellotto et Francesco Guardi sont les peintres les plus représentatifs du genre. Ils s'aidaient d'un dispositif optique : la chambre noire (camera obscura), placée à l’intérieur de la scène d’un tableau pour préparer leurs cadrages ouvrant la perception optique de la réalité sur un paysage naturel ou suburbain. Ces peintures sont réalisées avec précision et réalisme de détails, et sont en général de grand format.
Venise est considérée comme la capitale des peintres védutistes (vedutisti) au XVIIIe siècle, même si la représentation réaliste des paysages est la spécialité des peintres flamands. Étant un archétype de la veduta, la « Vue de Delft » de Vermeer reste l'une des vedute les plus célèbres.

## Historique
Ce style de paysage urbains est apparu dans la peinture flamande en Europe du Nord, où des artistes tels que Paul Bril peignent des vedute dès le XVIe siècle (comme sa Vue de Bracciano, tableau conservé à la Galerie d'art d'Australie-Méridionale).

### L'influence néerlandaise en Italie auXVIIesiècle
Au XVIIe siècle, les peintres néerlandais font de leur spécialité des vues détaillées et précises de villes reconnaissables, ce qui flatte la fierté des riches hollandais, la Vue de Delft de Vermeer (1660-1661) étant un exemple. La Hollande a ainsi pu influencer les premiers védutistes vénitiens par l'intermédiaire des bambochades, petits tableaux de genre, décrivant des saynètes dans un décor urbain, connus par les précurseurs du védutisme que sont Gaspar van Wittel et Luca Carlevarijs.
À cette même époque à Rome, Viviano Codazzi rencontra les peintres du cercle hollandais, notamment Michelangelo Cerquozzi, Jan Miel et Dirk Helmbreker que l'on appelait les Bamboccianti, et fusionne dans ses tableaux bambochade et ruines imaginaires, comme on peut le voir dans ses Fantaisies architecturales du Palais Pitti. Des variantes du genre veduta apparaissent également à Naples avec l'école du Pausilippe et les gouaches napolitaines dont le succès sera lancé par la publication en 1776 par Lord Hamilton des Campi Phlegraei : Observations sur les volcans des Deux Siciles avec des illustrations de Pietro Fabris (en).

### AuXVIIIesiècleà Venise et Rome
C'est le goût pour les souvenirs de voyages induits par la pratique du « Grand Tour » devenant l'itinéraire de plus en plus formalisé de lieux bien connus, tels que le Forum romain ou le Grand Canal qui rappelle aux aristocrates européens leurs voyages de jeunesse et qui permet le développement des vedute. Les premiers védutistes utilisent des méthodes proches de celles de la cartographie et des projections axonométriques ou obliques dans un but topographique. L'artiste procède par prises de vues panoramiques.
Vers le milieu du XVIIIe siècle, Venise devient le centre de l'activité des « vedutistes ». Les plus grands artistes qui pratiquent ce genre s'apparentent aux familles Canal et Guardi de Venise. D'autres artistes apparentés vont travailler dans les capitales européennes, tels que Giovanni Antonio Canal dit Canaletto à Londres et son neveu Bernardo Bellotto à Dresde et Varsovie.
Giovanni Pannini est le premier vedutiste à s'intéresser à la peinture de ruines. Plus tard, son style évolue vers des scènes partiellement ou totalement imaginaires connues sous le nom de capricci ou vedute ideate (vue composée). Giovanni Battista Piranesi (« le Piranèse ») est le plus important graveur de vedute ideate. Ses séries topographiques Vedute di Roma furent reproduites en grand nombre et, outre son fils Francesco Piranesi, il influença Felice Polanzani, Antonio Capellan (en), Francesco Barbazza et Domenico Montagu.
Ce mouvement décline à la fin du XVIIIe siècle, à la mort de Francesco Guardi, contemporain de la fin de la mode du Grand Tour et la chute de la république de Venise.

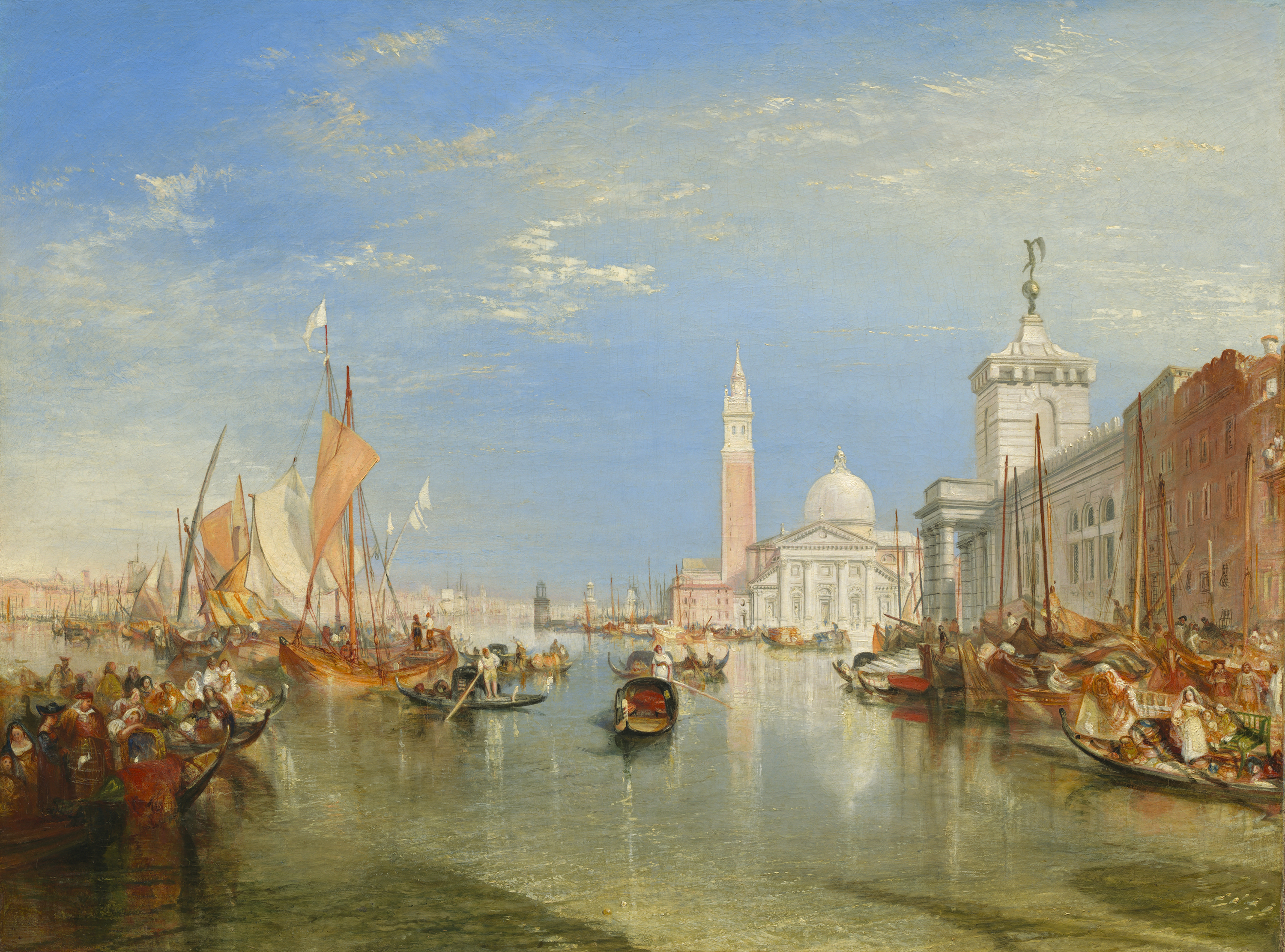
La Douane et la Basilique San Giorgio Maggiore de Venise, de J. M. W. Turner (1834).

À la fin du XIXe siècle, des visions plus personnelles des paysages urbains se substituèrent au désir de précision topographique, qui sera par ailleurs satisfait plus tard grâce à la photographie.